# Ľadový štít
Ľadový štít je s výškou 2627 m n. m. třetí nejvyšší horou Vysokých Tater i celého Slovenska. Masiv Ľadového štítu tvoří vedle hlavního vrcholu ještě Malý Ľadový štít 2603 m n. m. a Zadný Ľadový štít 2507 m n. m.
Od Malého Ľadového štítu ho odděluje Ľadová štrbina, ze severu od Zadného Ľadového štítu zase Ľadová priehyba. Na západ z něho vybíhá Suchý hrebeň. Mohutnými srázy spadá na sever a severozápad. Pod nimi se rozprostírají stálá firnová pole, která jsou důvodem pojmenování štítu.

## Přístup
Vrchol je pro turisty dostupný pouze v doprovodu horského vůdce kvůli návštěvnímu řádu Tatranského národního parku. Horolezci registrovaní v jakémkoliv horolezeckém spolku mohou na vrchol vystupovat libovolnou trasou obtížnější než II UIAA.

## Výstupy
Horolezci si oblíbili východní stěnu. Turisté vystupují hřebenem od severu nebo stěnou z jihu.
První známý výstup na vrchol vykonali v roce 1843 John Ball (Anglie), Wilhelm Richter, Carl Ritter, neznámý maďarský malíř a tři horští vůdci z polského Jurgova. Vylezli Suchým žľabem na Ľadovou štrbinu a na vrchol. Dnes je to tzv. normální cesta obtížnosti I.
Významný výstup vede po severní hřebeni přes Ľadovou priehybu a ostrý Ľadový koň na vrchol. Je to oblíbená cesta horských vůdců obtížnosti II.
Populární výstup středem východní stěny poprvé otevřeli Alfréd Grósz a Julius Lingsch 29. července 1923. Obtížnost je III.
Oblíbený Brnčalův pilíř poprvé vylezli Albert Brnčal a R. Horníček 7. září 1946 v obtížnosti V.

## Galerie

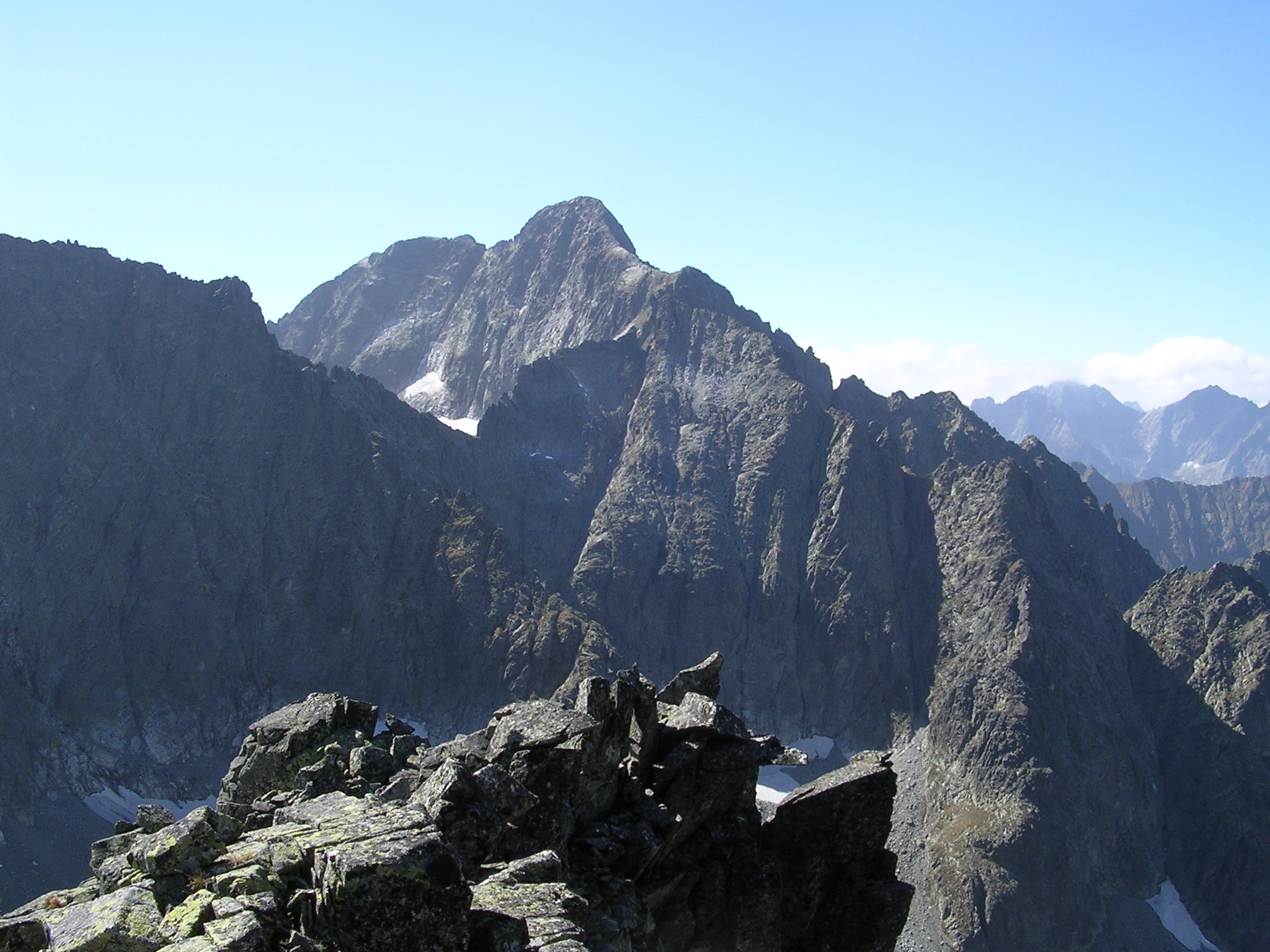
Vzadu Ľadový štít z Kolového štítu, zprava lesklé plotny „Koňa“.
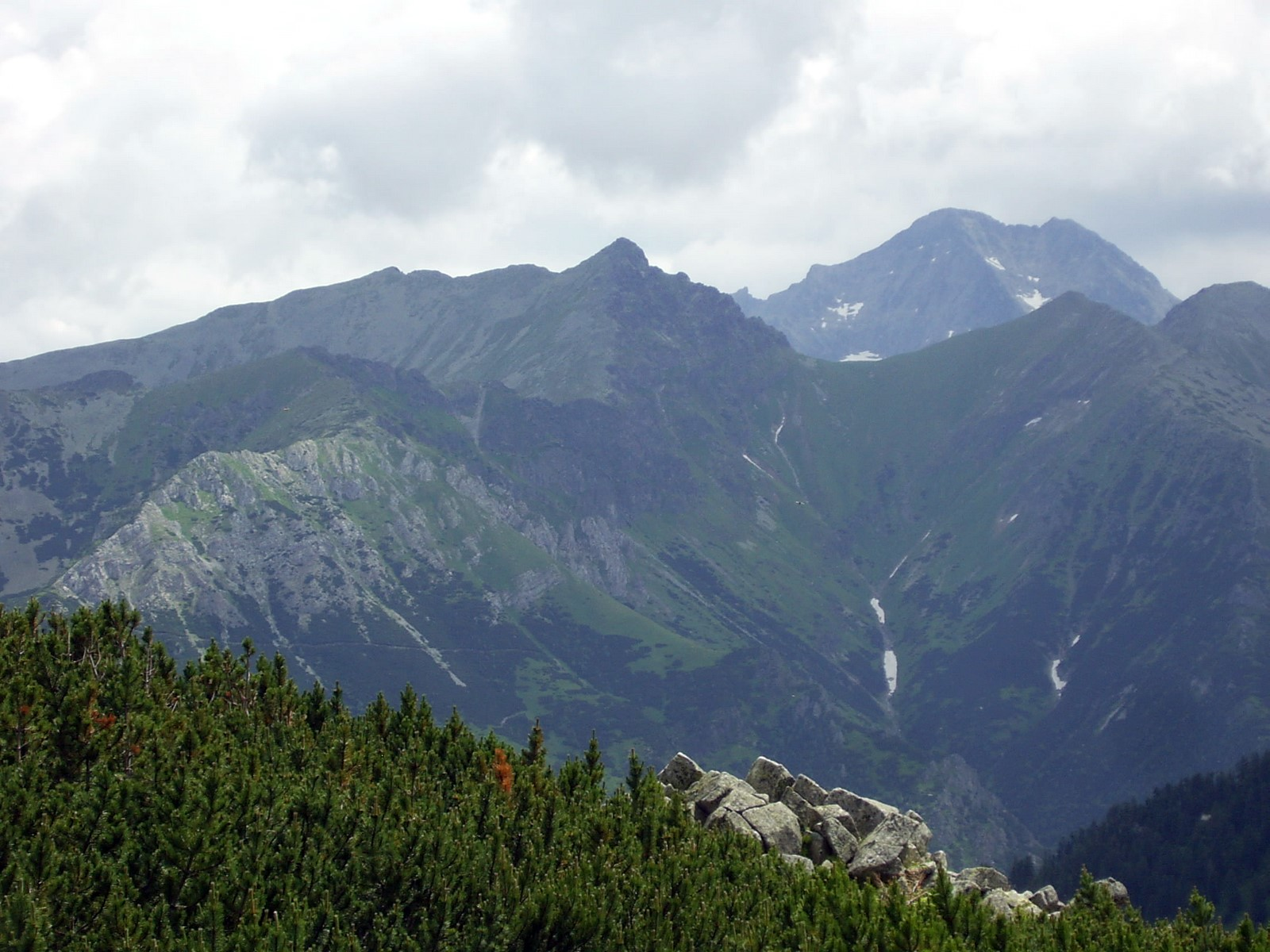
Ľadový a Malý Ľadový štít ze severovýchodu.
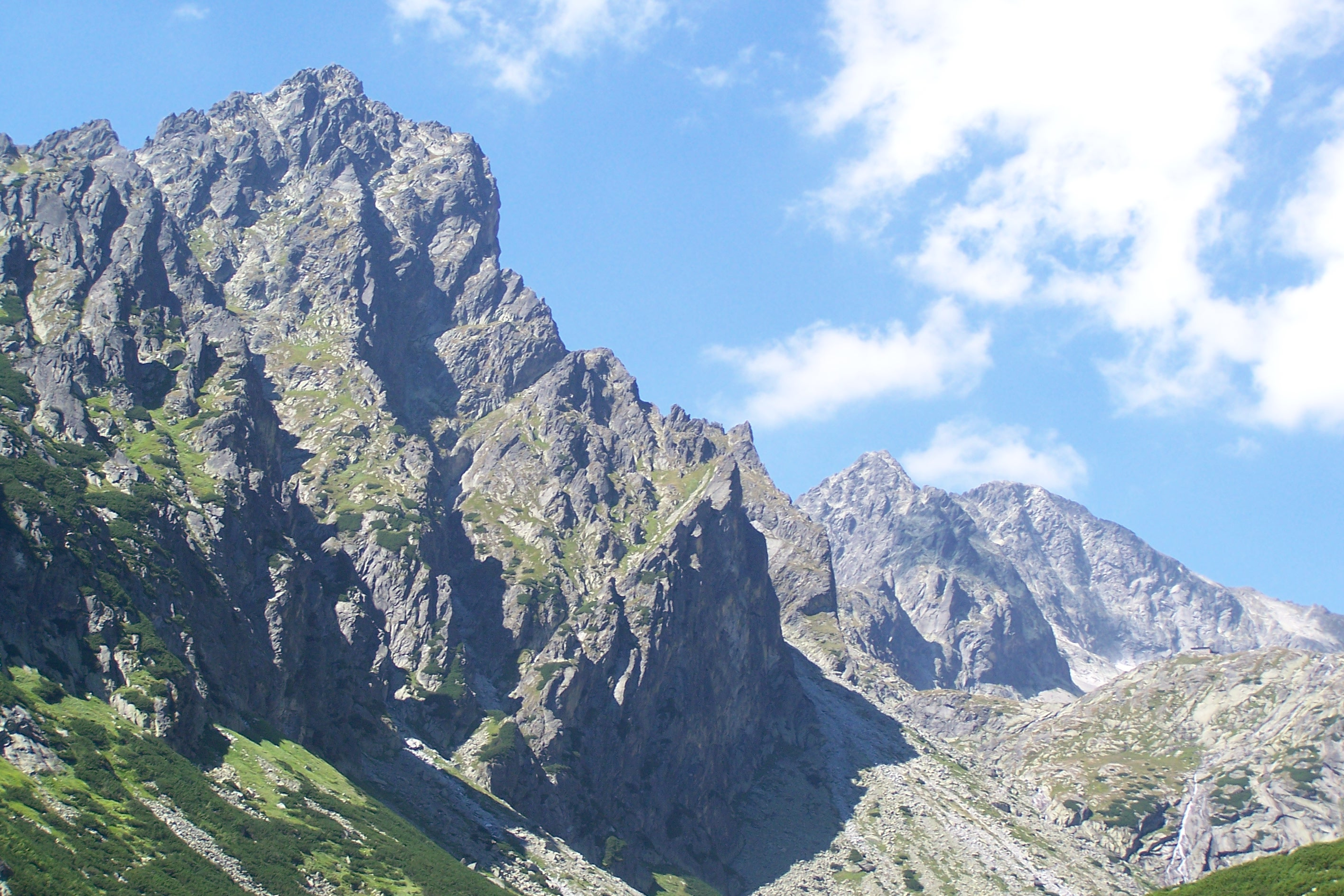
Prostredný hrot a Ľadové štíty.